# Katie Malliff
Katie Maliff, née le 19 avril 2003 à Wendover, est une joueuse anglaise de squash. Elle atteint, en avril 2025, la 23e place mondiale sur le circuit international, son meilleur classement.

## Biographie
Passionnée de football, de rugby et de tennis en grandissant, ce n'est qu'à l'âge de neuf ans que Katie Malliff prend une raquette de squash, mais avec les encouragements de sa mère Tricia, une entraîneuse de squash, elle tombe rapidement amoureuse du squash.
Elle est championne d'Europe junior en 2022. Elle se qualifie pour son premier championnat du monde en 2022 et s'incline au premier tour face à Joshna Chinappa.

## Palmarès

### Titres
- Nash Cup 2024
- Championnats d'Europe junior de squash : 2022